# 托基奧 (北達科他州)
托基奧（英語：Tokio）是位於美國北達科他州本森縣的非建制地區。

## 歷史
托基奧的郵局自1907年營運至今。

## 地理
托基奧所處的海拔為高於海平面458米（即1503英呎），而該地所採用的時區為UTC-6，即北美中部时区（CST）。同時該地設有夏令時間，為UTC-6調快一小時，即UTC-5（CDT）。